# 2008年夏季奧林匹克運動會跳水比賽
2008年夏季奧林匹克運動會的跳水比賽是北京奧運中「水上專項」的專項之一。賽事會由8月10日至23日（雙人賽事於8月10日至13日舉行，而單人賽事於8月15日至23日舉行）「水立方」北京國家游泳中心進行，本屆的跳水賽事會於13天的比賽天中頒發8枚金牌。

## 各國獎牌榜
| 排名   | 国家／地区 | 金牌 | 银牌 | 铜牌 | 總數 |
| ------ | ---------- | ---- | ---- | ---- | ---- |
| 1      | 中国       | 7    | 1    | 3    | 11   |
| 2      |            | 1    | 1    | 0    | 2    |
| 3      | 俄罗斯     | 0    | 3    | 2    | 5    |
| 4      | 加拿大     | 0    | 2    | 0    | 2    |
| 5      | 德国       | 0    | 1    | 1    | 2    |
| 6      | 墨西哥     | 0    | 0    | 1    | 1    |
| 6      | 乌克兰     | 0    | 0    | 1    | 1    |
| 總計： | 總計：     | 8    | 8    | 8    | 24   |

## 比賽項目
跳水設有八個比賽項目，包括：
- 男子3米彈板
- 男子雙人3米彈板
- 男子10米高臺
- 男子雙人10米高臺
- 女子3米彈板
- 女子雙人3米彈板
- 女子10米高臺
- 女子雙人10米高臺

## 賽程
以下列出本屆跳水比賽舉行預賽及決賽的日期：
| ● | 項目預賽 | ● | 項目決賽 |

| 8月  | 10日 | 11日 | 12日 | 13日 | 14日 | 15日 | 16日 | 17日 | 18日 | 19日 | 20日 | 21日 | 22日 | 23日 |
| ---- | ---- | ---- | ---- | ---- | ---- | ---- | ---- | ---- | ---- | ---- | ---- | ---- | ---- | ---- |
| 男子 |      | ●    |      | ●    |      |      |      |      | ●    | ●    |      |      | ●    | ●    |
| 女子 | ●    |      | ●    |      |      | ●    | ●    | ●    |      |      | ●    | ●    |      |      |

所有時間為北京時間（UTC+8）
| 比賽日 | 日期    | 時間        | 比賽小項         | 階段   |
| ------ | ------- | ----------- | ---------------- | ------ |
| 1      | 8月10日 | 14:30-15:40 | 女子双人3米跳板  | 决赛   |
| 2      | 8月11日 | 14:30-15:40 | 男子双人10米跳台 | 决赛   |
| 3      | 8月12日 | 14:30-15:40 | 女子双人10米跳台 | 决赛   |
| 4      | 8月13日 | 14:30-15:40 | 男子双人3米跳板  | 决赛   |
| 5      | 8月15日 | 13:30-16:30 | 女子3米跳板      | 预赛   |
| 6      | 8月16日 | 20:00-21:40 | 女子3米跳板跳水  | 準决赛 |
| 7      | 8月17日 | 20:30-22:00 | 女子3米跳板跳水  | 决赛   |
| 8      | 8月18日 | 19:00-22:30 | 男子3米跳板跳水  | 预赛   |
| 9      | 8月19日 | 10:00-11:50 | 男子3米跳板跳水  | 準决赛 |
| 9      | 8月19日 | 20:30-22:10 | 男子3米跳板跳水  | 决赛   |
| 10     | 8月20日 | 19:00-22:10 | 女子10米跳台跳水 | 预赛   |
| 11     | 8月21日 | 10:00-11:40 | 女子10米跳台跳水 | 準决赛 |
| 11     | 8月21日 | 20:00-21:30 | 女子10米跳台跳水 | 决赛   |
| 12     | 8月22日 | 19:00-22:45 | 男子10米跳台跳水 | 预赛   |
| 13     | 8月23日 | 10:00-11:50 | 男子10米跳台跳水 | 準决赛 |
| 13     | 8月23日 | 20:00-21:40 | 男子10米跳台跳水 | 决赛   |

## 參賽資格
本屆跳水項目合共有136位運動員參與，男子子各有86人，每個國家（地區）奧委會在雙人及單人項目最多只可以派出2名選手。主辦國中國已經直接取得4個（男女子雙人3米彈板及10米跳台）參賽名額，單人小項則不設此優惠。參賽選手必須在2007年世界游泳錦標賽及2008年FINA跳水世界盃符合該項目的資格要求，才可以取得參加本屆奧運會跳水比賽的參賽資格。
以下列表為本屆夏季奧運會跳水賽事資格賽參賽名額：
| 出線資格                     | 個人項目 出線名額 | 雙人項目 出線名額 | 舉辦日期               | 舉辦地點 |
| ---------------------------- | ----------------- | ----------------- | ---------------------- | -------- |
| 主辦國－ 中国                | ——                | 1對               | 舉辦日期               | 舉辦地點 |
| 2007年世界游泳錦標賽出線隊伍 | 12個              | 3對               | 2007年3月17日至4月1日  | 墨爾本   |
| 2008年FINA跳水世界盃出線隊伍 | 22個              | 4對               | 2008年2月19日至2月25日 | 北京     |
| 總數                         | 34個              | 8對               |                        |          |

## 成績

### 男子
| 項目                     | 金牌                        | 金牌     | 银牌                                  | 银牌     | 铜牌                                    | 铜牌     |
| 男子3米彈板（詳細）      | 何冲（中国）                | 572.90分 | 亚历山大·戴斯佩提（加拿大）                   | 536.65分 | 秦凯（中国）                            | 530.10分 |
| 男子雙人3米彈板（詳細）  | 王峰（中国） · 秦凯（中国） | 469.08分 | 德米特里·（俄罗斯） · 尤里·（俄罗斯） | 421.98分 | 伊利亚·克巴謝（乌克兰） · 阿列克西·普萊葛洛夫（乌克兰） | 415.05分 |
| 男子10米高台（詳細）     | 马修·米查姆（）             | 537.95分 | 周吕鑫（中国）                        | 533.15分 | 格列布·加尔佩林（俄罗斯）               | 525.80分 |
| 男子雙人10米高台（詳細） | 林跃（中国） · 火亮（中国） | 468.18分 | 帕特里克·郝斯丁（德国） · 萨沙·（德国）     | 450.42分 | 格列布·（俄罗斯） · 德米特里·（俄罗斯） | 445.26分 |

### 女子
| 項目                     | 金牌                            | 金牌     | 银牌                                        | 银牌     | 铜牌                                  | 铜牌     |
| 女子3米彈板（詳細）      | 郭晶晶（中国）                  | 415.35分 | 尤里娅·（俄罗斯）                           | 398.60分 | 吴敏霞（中国）                        | 389.85分 |
| 女子雙人3米彈板（詳細）  | 郭晶晶（中国） · 吴敏霞（中国） | 343.50分 | 尤里娅·（俄罗斯） · 阿纳斯塔西娅·波茲雅科娃（俄罗斯） | 323.61分 | 迪特·（德国） · 海克·（德国）         | 318.90分 |
| 女子10米高臺（詳細）     | 陈若琳（中国）                  | 447.70分 | 埃米莉·艾曼絲（加拿大）                           | 437.05分 | 王鑫（中国）                          | 429.90分 |
| 女子雙人10米高臺（詳細） | 王鑫（中国） · 陳若琳（中国）   | 363.54分 | 布里奧妮·柯爾（） · 伍丽群（）                  | 335.16分 | 葆拉·（墨西哥） · 塔蒂亞娜·奧蒂茲（墨西哥） | 330.06分 |

## 外部連結
- 本屆奧運各項項目比賽時間表